# Ptilohyale tristanensis
Ptilohyale tristanensis is een vlokreeftensoort uit de familie van de Hyalidae. De wetenschappelijke naam van de soort is voor het eerst geldig gepubliceerd in 1953 door Macnae.